# 長嶺高文
長嶺 高文（ながみね たかふみ、1953年12月29日 - 2014年10月7日）は、日本の映画監督、テレビディレクター、脚本家、演出家。

## 略歴
東京都台東区谷中生まれ。東京都立板橋高等学校、武蔵大学経済学部卒業。武蔵大学在学中より、自主映画製作をはじめる。卒業後、ピンク映画の獅子プロダクションに助監督として入社するが、1977年独立して、自主制作映画集団「パノラマフィルム」を設立。
1978年『喜談 南海燮化玉』を監督し、続いての2作目『歌姫魔界をゆく』は高田馬場パール座上映が連日の盛況から、自主映画としては異例の話題となり、各メディアにもとりあげられる。
大阪11PM「自主映画監督特集」で荒戸源次郎と出会い、1982年シネマ・プラセット製作にて、遠藤賢司主演のスーパー・SFミュージカル・コメディ映画『ヘリウッド』を上映、熱烈な支持と強い反発という両極の反響からカルト映画と評される。
その後、ラジオドラマやテレビアニメなどの多くの脚本に携わり、エフエム愛知「地獄八景亡者戯より夢の中」（日本民間放送連盟賞優秀賞）、アニメでは「オズの魔法使い」の全50話中、後半の23話などを執筆。
また、日本テレビ「追跡」（チャーハンの逆襲）にてディレクターとしてデビューし、バラエティーから、相撲や競歩などのスポーツドキュメンタリーなど数々のテレビ演出や、音楽ＰＶの演出を手掛ける。
映画は2003、2004年「けっこう仮面」シリーズ四部作にて復活。
その後は「ぶらり途中下車の旅」のディレクターとして活躍していた。
2014年10月7日死去。

## 監督作品

### 映画
- 『喜談 南海變化玉』　（1978年／大竹まこと、檀ふみ、亀淵友香）
- 『歌姫魔界をゆく』　（1980年／栗田洋子、亀淵友香、大泉滉）
- 『ヘリウッド』　（1982年／遠藤賢司、篠原勝之、斎藤とも子、羽仁未央、青地公美）
- 『プリティ・ボディ～フランケンシュタインの恋』　（1988年／桂木文、三谷昇、宇佐美恵子）
- 『原色女子高生桃色図鑑』　（1990年／原宿探検隊、南部虎弾、田口トモロヲ）
- 『ヤンキー愚連隊 なんぼのもんじゃい！』　（1991年／古本新之輔、大森嘉之、半田正美）
- 『美少女探偵まぼろしパンティ』　（1991年／電撃ネットワーク、香取みゆき、深浦加奈子）
- 『女衒Ι 荷物たちの卒業』　（2003年／成田浬、京野あづさ）
- 『けっこう仮面 MASK OF KEKKOU』　（2003年／斎藤志乃、稲原樹莉、石丸謙二郎、迫英雄）
- 『けっこう仮面 マングリフォンの逆襲』　（2003年／斎藤志乃、稲原樹莉、鈴木ヒロミツ）
- 『けっこう仮面 RETURNS』　（2004年／未向、ほしのあき、石丸謙二郎）
- 『けっこう仮面 SURPRISE』　（2004年／未向、ほしのあき、赤星昇一郎、東出典子）

### テレビ演出
- 『追跡』　（1988年～1994年　日本テレビ）
- 『バンドマンの生活と意見』　（1990年　関西テレビ／鼓太郎、尚舞、みのすけ、田口トモロヲ、木下ほうか）
- 『火曜イチバン』涙の新弟子物語　365日　（テレビ東京）
- 『ドキュメンタリー人間劇場』競歩選手を追う（テレビ東京）
- 『特ダネ!歩くテレビ』（テレビ東京）

など多数
- 『ぶらり途中下車の旅』（2001年～　日本テレビ）

　（旅人：阿藤快、車だん吉、太川陽介、タケカワユキヒデ、つのだ☆ひろ、寺田農、なぎら健壱、西岡徳馬、林家たい平、舞の海秀平、松岡充、宮川一朗太、目黒祐樹、八名信夫、米倉斉加年、渡辺哲　など）
- 『夜汽車紀行 ～大杉漣が行く酒と涙のノスタルジック旅情～』（2013年10月　BSジャパン）

### Webドラマ
- 『Take1』（あっ!とおどろく放送局）#1「愛しちゃったのよ」#2「月がとっても蒼いから」#3「御電車人形」

### 音楽PV
- C-C-B『元気なブロークン・ハート』（1986年）
- PERSONZ『CAN'T STOP THE LOVE』（1988年）
- ばちかぶり『大丈夫』（1990年）
- SOFT BALLET『TWIST OF LOVE』（1990年）

など多数

### 舞台演出
- 『媚薬と拳銃〜真夏の夜の夢』（1983年／脚本：北村想／あがた森魚、鈴木ほのか、森達也）
- 『雨の逃亡者』（2008年／脚本：横沢丈二／横沢美智香、小出ミカ、松村真知子、大越千尋）

## 脚本作品

### 映画
- 『喜談 南海變化玉』　（1978年）
- 『歌姫魔界をゆく』　（1980年）
- 『ヘリウッド』　（1982年）
- 『プリティ・ボディ～フランケンシュタインの恋』　（1988年）　※羽仁未央と共著
- 『女衒Ι 荷物たちの卒業』　（2003年）

### アニメ
- 『オズの魔法使い』　第27話～49話（1986年、テレビ東京）

### ラジオドラマ
- 竹中直人のラジオ百面相 （エフエム愛知）
- 『地獄八景亡者戯より夢の中』　（1986年、エフエム愛知／日本民間放送連盟賞優秀賞）
- 野村宏伸メニコン・グッドフィーリングマイヒーロー（1989年、エフエム愛知）

## 出演作品

### テレビ
- 『ヤングTOUCH』　ＭＣ　（1982年、テレビ東京）
- 火曜サスペンス劇場『家族の選択』　（1983年、日本テレビ／鈴木清順監督）